# New Maryland
New Maryland ist ein Dorf in der kanadischen Provinz New Brunswick im York County. New Maryland hat 4174 Einwohner (Stand: 2016) und liegt nahe Fredericton. Das Dorf wurde erst 1991 offiziell ein Dorf. Die meisten Einwohner New Marylands pendeln nach Fredericton.

## Persönlichkeiten
- Bradley Merryweather (* 2000), Volleyballspieler